# コムアイ
コムアイ（1992年7月22日 - ）は、日本のアーティスト、女優、ファッションモデル、歌手。2012年から2021年まで音楽ユニット・水曜日のカンパネラにボーカルとして在籍していた。

## 来歴
アーティスト名はTwitterのアカウントをそのまま使ったもので、本名である輿美咲（コシミサキ）の名字の頭文字の「コ」と名前の頭文字の「ミ」をアルファベットにした「KOMI」にしたところ既に誰かに使われていたので、アンダーバーを入れて「KOM_I（コムアイ）」とした。
父はアメリカンフットボール解説者で、富士通フロンティアーズアドバイザーを務める輿亮であり、弟は音楽ユニット「cadode」のボーカルとして活動するkoshi。母方の祖父は広島で被爆しており、被爆3世にあたる。母はコムアイが大学生の時にガンで亡くなっている。
水曜日のカンパネラ結成前は音楽活動は一切行っておらず、「自分は普通の社会人になると思っていた」とインタビューで語っている。
2021年9月6日、水曜日のカンパネラを脱退。
2023年3月10日、第1子妊娠を報告。子の父は、映画監督で文化人類学者の太田光海であることを公表したが、婚姻については「しないつもり」としている。本人の31歳の誕生日である7月22日にアマゾン先住民ワンピス族の村で第1子男児を出産したことを、26日に太田が報告した。

## 人物・エピソード
- 趣味は映画鑑賞、落語鑑賞、プロレス観戦[注 1]。
- 特技は鹿の解体で、ライブでの歌唱前には解体ショーを行なっていた[15][16]。
- 好きなアーティストは大貫妙子、ちあきなおみ、椎名林檎、岡村靖幸、レキシ、レイ・ハラカミ、Corneliusなど[6][17]。なお CHVRCHESとコラボした際は、渾身のリップシンクを披露した[18]。
- 芸人のマキタスポーツはコムアイのことを「エロくない壇蜜」[19]と評している。

## 出演

### バラエティ・音楽
- サンドのお風呂いただきます（2019年 - 、NHK総合） - 語り
- MUSIC JUNCTION（2020年4月6日 - 2021年、歌謡ポップスチャンネル） - 飯尾和樹（ずん）と共にMC[20]
- 飯尾和樹とコムアイの音楽クエスト（2021年5月16日 - 、歌謡ポップスチャンネル）[21]

### 映画
- 猫は抱くもの（2018年6月23日公開） - キイロ 役
  - 音楽は「水曜日のカンパネラ」が担当[22][23]
- 縄文にハマる人々（2018年7月7日公開） - ナレーター[24]
- Diner ダイナー（2019年7月5日公開） - 「白鯨」を読む女性 役
- 東京アディオス（2019年10月11日公開）
- アイスクリームフィーバー（2023年7月14日公開） - 薫 役[25]
- 福田村事件（2023年9月1日公開） - 島村咲江 役
- WILL（2024年2月16日）[26]
- i ai（2024年3月8日公開）
- 青春ジャック 止められるか、俺たちを2（2024年3月15日公開）[27]
- 倭文ー旅するカジの木（2024年5月25日公開）出演[28]

### テレビドラマ
- times「浮く」「逃げる」（2016年5月7日 - 14日、ABC） - 主演・ミノさん 役
- シリーズ横溝正史短編集 金田一耕助登場!「百日紅の下にて」（2016年11月26日、NHK BSプレミアム） - 由美 役[29]
- トーキョー・ミッドナイト・ラン（2016年12月22日、フジテレビ） - 主演・ハルカ 役（二階堂ふみとW主演）[30]
- わにとかげぎす（2017年7月 - 9月、TBS） - 吉岡華 役
- dele 第2話（2018年8月3日、テレビ朝日) - 宮内詩織 役
- 怖い絵本 その2「おろしてください」（原作：有栖川有栖）（2020年11月1日、NHK Eテレ）- 出演・朗読[31]
- 雨の日（2021年11月3日、NHK総合） - 主演・小島ヒカリ 役[32]

### ドキュメンタリー
- ザ・ノンフィクション（フジテレビ）- ナレーション
  - 「東京でビッグになりたい」～所持金10万円の上京ホームレス～（2020年9月13日）

### ウェブドラマ
- FOLLOWERS（2019年2月27日、Netflix）

### 声優
- 忘れたフリをして（2020年）[33]

### CM
- ヤフー「ヤフオク!」（2015年5月 - ）[34]
- 日清食品「ホワイトカレーメシ」（2015年11月5日）※アニメ化による出演。TV放送は11月5日のみ[35]。
- キユーピー「ビストロクイック」（2017年10月 - ）※ナレーターでの出演
- サントリー「フレシネ」（2017年11月 - ）
- PARCO 心斎橋PARCO開業「Re:BIRTH!」（2020年10月 - ）[36]

### 広告
- JR東日本・ヤフー「たびぴた」（2015年11月 - 12月）※JR東日本エリアの駅ポスター・電車中吊り広告・トレインチャンネル等を中心に出演[37]。
- shu uemura「COLORHOLIC」コラボレーション（2016年6月）
- 宣伝会議「第54回宣伝会議賞」（2016年） - イメージキャラクター[38]